# Polarwolf
Der Polarwolf, Weißwolf oder Arktischer Wolf (Canis lupus arctos) ist eine Unterart des Wolfes (Canis lupus) und zählt zur Hundefamilie (Canidae). Da er in einer sehr unwirtlichen und menschenfeindlichen Gegend lebt (Polargebiet), ist sein Leben weitgehend unerforscht.

## Merkmale
Polarwölfe haben spezielle Anpassungsmerkmale, durch die sie sich von anderen Unterarten des Wolfes unterscheiden. Ihr besonders weiches, dichtes und langhaariges Fell ist in Lebensräumen mit Dauerschnee fast weiß, schmutzigweiß bis cremeweiß (auf dem Rücken etwas dunkler) mit einzelnen grauen und schwarzen Haaren. Bei Fellen aus südlicheren Gegenden ist das Haar gräulich oder gelblich, teils blau mit deutlicher schwarzer Zeichnung. Der Bauch ist weiß. Die Ohren sind kleiner und rundlich, bei den tiefen Temperaturen (bis −50 °C) sind sie damit besser vor Auskühlung geschützt. Auch ist die Schnauze etwas kürzer und die Beine sind auffallend kurz. In der Körperform sind sie somit etwas gedrungener und wiegen um die 50 bis zu 80 kg. Das Stockmaß beträgt etwa 65 bis 80 cm. Die Weibchen sind kleiner und leichter. Die Körperlänge beträgt etwa 90 bis 150 cm vom Kopf bis zur Schwanzspitze.
Polarwölfe werden mit zwei bis drei Jahren geschlechtsreif. Sie werfen meist fünf bis sechs Welpen. Die durchschnittliche Lebensdauer beträgt etwa sieben Jahre.

## Vorkommen

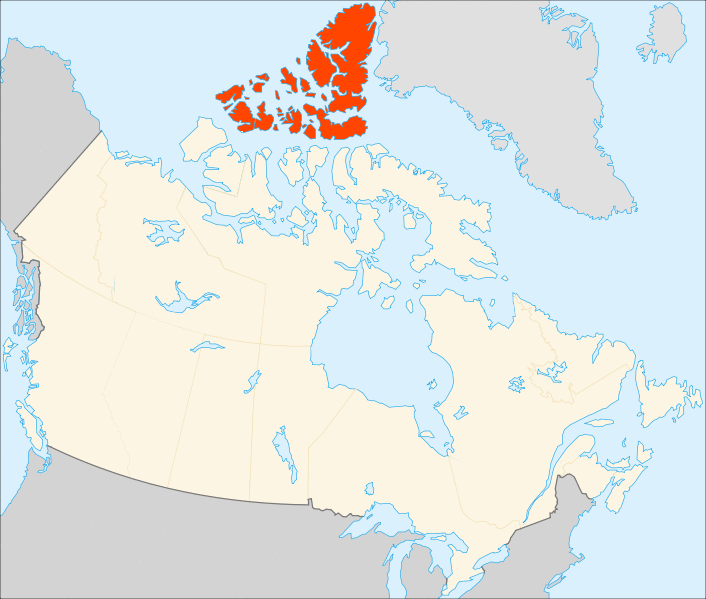
Verbreitungskarte des Polarwolfes

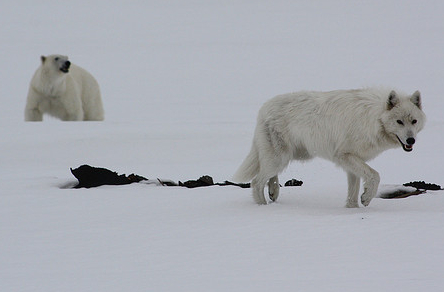
Arktischer Wolf in Nunavut, im Hintergrund ein Eisbär

Polarwölfe leben auf den kanadischen Arktisinseln, von Melville Island bis Ellesmere Island, an der Nord- und der Ostküste Grönlands nördlich des 68. Breitengrades, aber nicht auf Dauereisschollen. Die Umgebung dort ist extrem rau, die Winter sind lang und dunkel.

## Verhalten

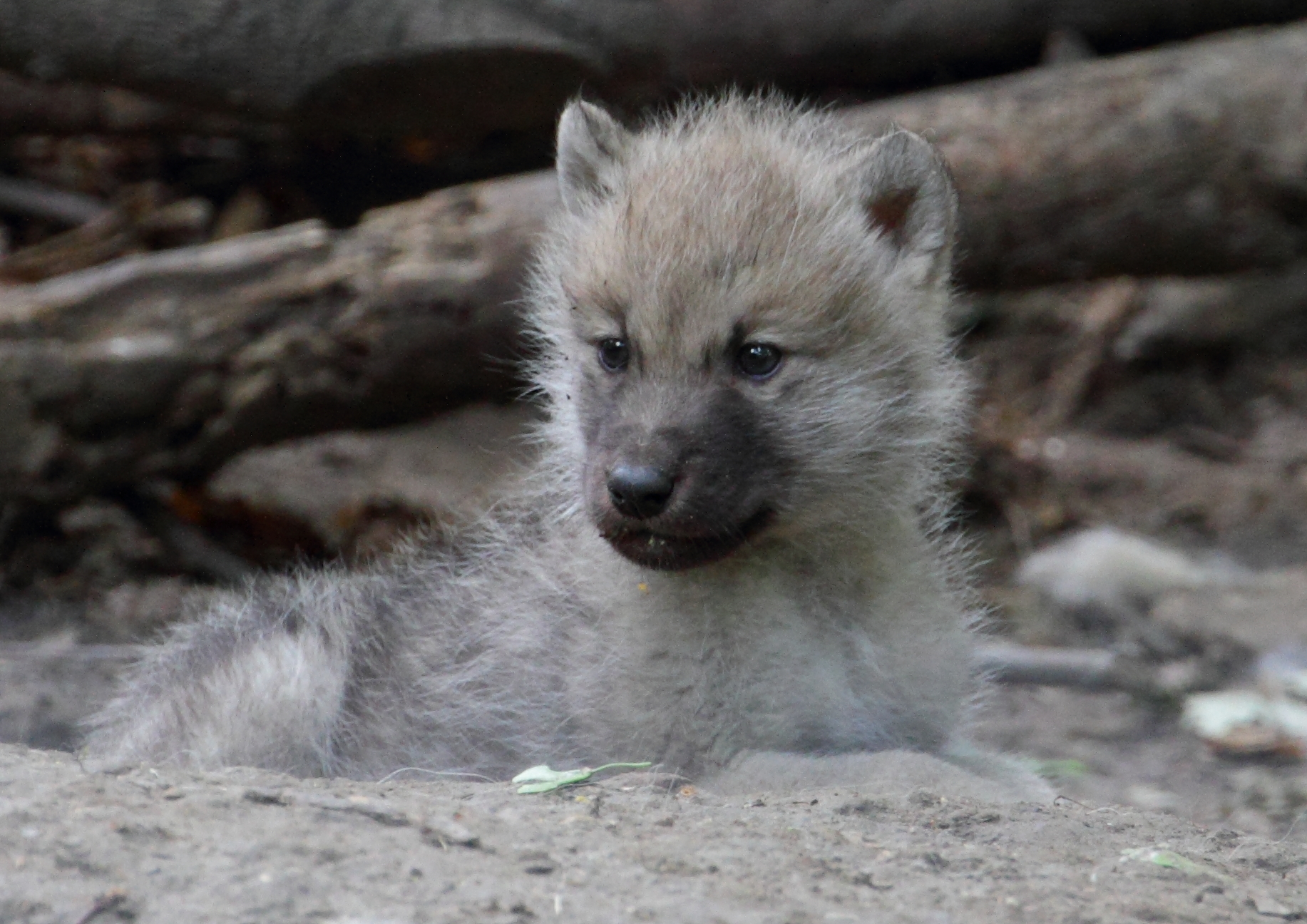
Jungtier im Tiergarten Schönbrunn

Die Solidarität in einem Polarwolf-Rudel ist noch stärker als in Rudeln anderer Unterarten des Wolfes ausgeprägt. Ein einzelner Polarwolf könnte in dem rauen Klima nicht lange überleben. Ein Rudel besteht aus 7 bis 10, manchmal sogar aus bis zu 30 Tieren.

## Ernährung

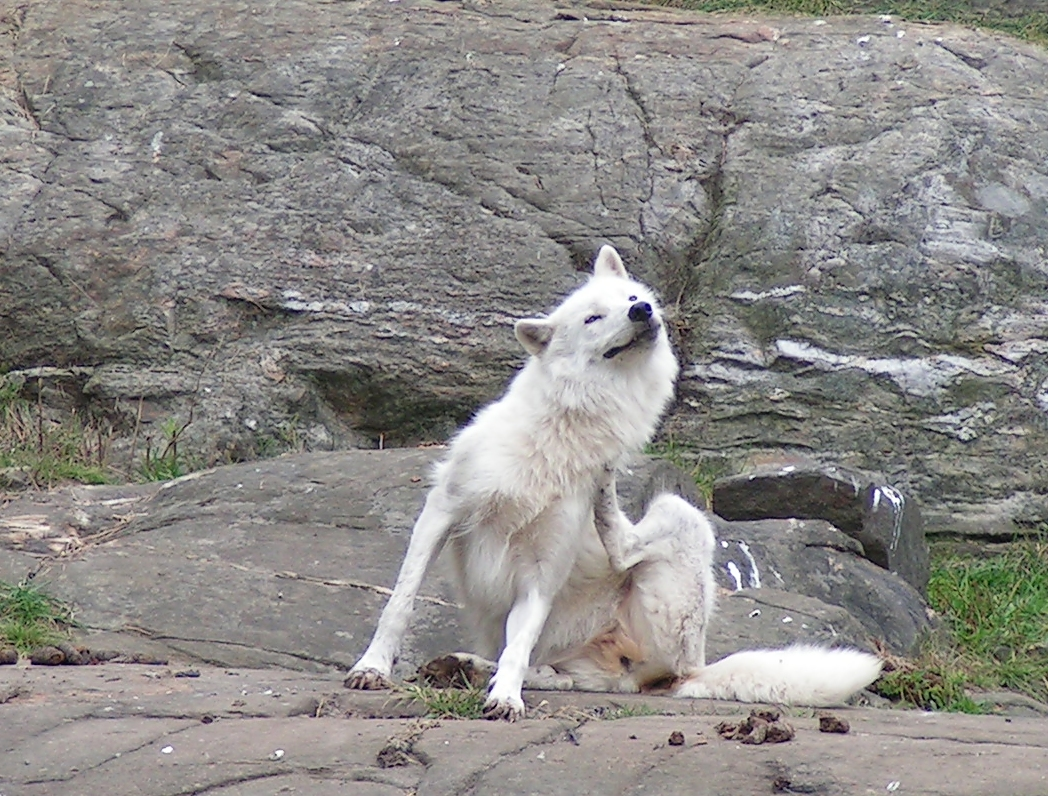
Polarwolf im Omega Park, Québec, Kanada

Das Jagdgebiet eines Rudels erstreckt sich typischerweise über 1300 bis 1600 km². Für die Futtersuche legen die Tiere täglich etwa 30 km zurück. Polarwölfe jagen und fressen fast alles, was sie ausmachen, von Wühlmäusen, Schneehasen und Lemmingen bis zu Rentieren und Moschusochsen. Gelegentlich gelingt es ihnen Vögel zu erbeuten. Um größere Tiere erlegen zu können, jagen sie meist kooperativ im Rudel. Die Bestandsdichte, und damit das Überleben der Welpen, hängt stark vom Nahrungsangebot ab.

## Gefährdung
Das Verbreitungsgebiet des Polarwolfs ist wegen des sehr unwirtlichen Klimas vor menschlichen Aktivitäten relativ sicher, ob es nun um die Jagd oder um die Zerstörung seines Lebensraums geht. Er wurde jedoch von Arbeitern der Arktisbasen geschossen. Jetzt werden Polarwölfe in unbedenklicher Zahl noch von den Eskimos erlegt, die die Wolfsfelle verkaufen.